# أحمد منصور العالي
أحمد منصور العالي (ولد في 1930 في البحرين) رجل أعمال وفاعل خير وسياسي بحريني توفي في سهر سبتمبر عام 2024 .

## النشأة والتعليم
العالي من مواليد العام 1930 في منزل لأسرة فقيرة حالها حال غالبية الأسر البحرينية آنذاك. والده منصور كان يعمل مزارعا في فلاحة النخيل، وتوفي والحاج أحمد في الثالثة من عمره وله شقيقان: عبد العزيز وعباس.
درس في الكتاب (المطاوعة).

## المسيرة المهنية
أسس مجموعة أحمد منصور العالي في العام 1949. بعد الحرب العالمية الثانية اتجه إلى العمل في الإنشاءات وتحديدا في الكسارات وبدأ العمل باستخدام الحمير لكن في العام 1948 مع بداية تأسيس شركته اشترى كسارة ميكانيكية لكنها مع ذلك كانت بدائية وكان يعمل في البر الذي موقعه الآن مدينة حمد ويقوم بتكسير الصخور الكبيرة إلى كونكريت وتطور في العمل وأسس مصنعا للطابوق في منطقة السلمانية بالقرب من مستشفى السلمانية أما بالنسبة إلى مشاريع الطرق فكان يشتري كميات من الزيت المحروق من شركة نفط البحرين «بابكو» ويجهز أحواض الزيت التي يخلط فيها الكونكريت لإنشاء الشوارع وأول شارع أنشأه كان في منطقة السلمانية في سلمان بن حمد آل خليفة الأول ثم قامت شركته بإنشاء شارع الشيخ عيسى بن سلمان وكذلك قام بأعمال في ميناء سلمان وكان آنذاك استورد أول آلة رفع (كرين) في العام 1969 وهذه الآليات هي الأغلى آنذاك.
في السبعينات قام بمشاريع الدفان البحري في منطقة النعيم وكذلك المنطقة الدبلوماسية وفي ذلك الوقت كان يستخدم كسارة صخور هولندية الصنع.
ولعل أكبر مشروع قام به هو مشروع دفن منطقة ميناء سلمان بعد إنشاء مدرج مطار البحرين الدولي كما قام بعمليات دفان الحوض الجاف بالتعاون مع إحدى الشركات الكورية. ربطته بأمير البحرين آنذاك عيسى بن سلمان آل خليفة علاقة طيبة وكان يزوره في مجلسه كل يوم أحد وكان كل هدفه هو خدمة المجتمع في مجالات كثيرة ومنها تسلمه مسئولية رئاسة مجلس إدارة الأوقاف الجعفرية في العام 1994.
من أوائل أصحاب الأعمال في البحرين الذين افتتحوا مصانع الخرسانة والطابوق في البحرين. استطاع أن يطور ويوسع من أعمال شركته في البحرين وامتد نشاطها إلى الخارج وتملك حاليا عدة فروع خارج البحرين. قام بزيارة القدس في العام 1972. تولى عدة مناصب منها:
- رئيس مجلس إدارة الأوقاف الجعفرية.
- عضو مجلس الشورى.
- عضو مجلس إدارة بنك البحرين الإسلامي.
- عضو مجلس إدارة شركة التكافل.
- الرئيس الفخري لصندوق عالي الخيري.

## العمل الخيري
أفرد العالي مساحة كبيرة من حياته للمساهمات في مجال العمل الخيري في قريته عالي أو خارجها وشملت تلك المشروعات الإنسانية جوانب مختلفة منها تعليم وتأهيل أبناء البلد حتى استحدثت مجموعته برنامجا تعليميا جامعيا لابتعاث الطلبة البحرينيين في داخل البحرين وخارجها للدراسات الجامعية وأسهم في بناء اقتصاد بلاده البحرين ونهضتها مؤمنا بأن ذلك واجبه الديني والوطني حتى أن شهرته بلغت الآفاق لدوره الجلي في النهضة الاقتصادية والعمرانية ما جعلته شخصية بارزة على مستوى الوطن العربي.
وتقف جمعية عالي الخيرية الاجتماعية شاهدا على أياديه البيضاء، اذ تستفيد منها كثير من الأسر المتعففة. تأسست الجمعية عندما تم رفع خطاب من أهالي القرية بتاريخ 8 أغسطس 1992، للتصريح بإنشاء صندوق خيري لمنطقة عالي، وتم الرد عليه والإشهار في الجريدة الرسمية بتاريخ 15 سبتمبر 1993. وتتكون الجمعية من لجان وأعضاء، وهي عبارة عن 7 لجان تعمل طيلة السنة، وتبذل الكثير من الجهود الطوعية الخيرية، ويبلغ عدد أعضائها 80 عضوًا. والقضايا التي تتبناها الجمعية تتركز على 4 محاور ومن بينها محور الخدمات والدعم، ويشمل الخدمات والدعم المباشر “النقدي والعيني”، للأسر ذوي الدخل المحدود وبعض البرامج المهمة مثل الزواج الجماعي والعقيقة ودعم المساجد والمقبرة. وقد واجهت الجمعية منذ انطلاقها في العام 1992، الكثير من التحديات والعقبات التي تمثلت في جوانب منها المادي أو المعنوي والبشري.
وشرح عضو الجمعية الخيرية محمد العالي في تصريحات صحافية سابقة أن العمل الخيري أصبح ليس كالسابق عملًا تطوعيًا فقط، وإنما عملًا مؤسسيًا، إذ أصبح من الضرورة بمكان أن يحتوي على إدارة تنفيذية قوية تساهم في تنفيذه بالمستوى المطلوب، وأن مجلس الإدارة يجب أن يمارس دوره الإرشادي والتوجيهي لهذه الإدارة التنفيذية لكي تقوم بالعمل على أكمل وجه في أرض الواقع.
```
جمعية عالي الخيرية في تطور دائم وتعمل عمل مؤسسي كأي مؤسسة خاصة، ولها دور كبير في تخفيف الأعباء الحياتية وإدخال البهجة في نفوس العوائل التي تمر بضائقة مادية أو معنوية أو العوائل ذوي الدخل المحدود والاهتمام بجميع شرائح المجتمع.
```

## الإنجازات والتكريمات
حصل على وسام الفارس من الرئيس الفرنسي السابق جاك شيراك لمساهمته في تطوير التجارة بين البحرين وفرنسا وفتح شركات فرنسية في البحرين.